# Donald G. Fink
Donald G. Fink (Englewood, 8 novembre 1911 – 3 maggio 1996) è stato un ingegnere elettrotecnico statunitense.
Fu un pioniere nello sviluppo dei sistemi di radionavigazione e di standard televisivi. 
Fu vicepresidente della Ricerca della Philco, presidente dell'Institute of Radio Engineers, direttore generale dell'IEEE ed editore di molte importanti pubblicazioni nel settore dell'ingegneria elettrica.

## Biografia
Ancora studente alla scuola superiore, concorse al National Oratorical Contest sulla Costituzione statunitense a Bergen County (New Jersey), classificandosi al primo posto.
A partire dal 1929, frequentò il Massachusetts Institute of Technology, ove divenne editore del giornale tecnico degli studenti.
Si laureò nel 1933 in telecomunicazioni e trascorse un anno come ricercatore presso i dipartimenti del MIT di Geologia e Ingegneria Elettrica.
Dal 1934 al 1941, lavorò come editore per la rivista Electronics.
Nel corso della II Guerra Mondiale, lavorò presso il Radiation Laboratory del MIT e viaggiò oltreoceano per installare siti LORAN.
Dopo la guerra, divenne editore in capo della rivista Electronics (1946–1952). 
Entrò in Philco nel 1952 e, nel 1960, ne divenne vicepresidente della Ricerca.
Nel 1962, dopo la fusione tra Philco e Ford, divenne direttore dei laboratori scientifici Philco-Ford.
Fink fu per lungo tempo associato all'Institute of Radio Engineers e all'organizzazione che gli succedette, lo IEEE. 
Fu editore in capo di Proceedings of the IRE (1956–1957), membro del Consiglio dei Direttori dell'IRE (1949–1951 e 1956–1960), presidente dell'IRE (al principio del 1958), direttore generale e, successivamente, direttore esecutivo dell'IEEE (1963–1974); dopo il pensionamento, nel 1974, fu nominato "Director Emeritus for life" (direttore emerito a vita).
Nello IEEE, Fink svolse un ruolo importante nella guida dell'istituto attraverso gli anni della sua costituzione e poi nell'espansione del ruolo dell'istituto, dallo studio tecnico e scientifico dell'ingegneria a una visione ampliata dell'ingegneria che includeva anche i suoi aspetti professionali e corporativi.
Da pensionato, continuò a editare due importanti manuali pubblicati dallo IEEE: lo Standard Handbook for Electrical Engineers e l'Electronics Engineers' Handbook.
Fu presidente dei programmi scientifici dello United Nations Economic and Social Council dal 1976 al 1981.

## Contributi allo sviluppo della televisione
Fink fu un pioniere nello sviluppo della televisione. Il New York Times scrisse che il suo libro di testo del 1940 Principles of TV Engineering (Principi di ingegneria televisiva), "divenne un testo di riferimento per le persone che lavorano nello sviluppo della televisione". 
Presiedette lo IRE Television System Committee e fu membro del comitato NTSC al principio degli anni cinquanta; la risoluzione a 525 linee dello standard televisivo NTSC fu una sua proposta.
Fink scrisse anche altri due libri sulla televisione: Television Engineering e Physics of Television; inoltre fu editore di Television Standards and Practice, Color Television Standards e Television Engineering Handbook.

## Premi e onorificenze
Fink fu premiato per il suo servizio reso durante la guerra con la Medal of Freedom (1946) e con un President's Certificate of Merit (1948).
Fu nominato membro dell'IRE nel 1947 "in recognition of his espousal of high standards of technical publishing and for his wartime contributions in the field of electronic aids to navigation".
Fu anche eletto membro dell'American Institute of Electrical Engineers nel 1951 e della National Academy of Engineering nel 1969.
Nel 1972, l'esercito statunitense gli conferì la Outstanding Civilian Service Medal.
Nel 1977 ricevette la IEEE Founders Medal e, nel 1984, la IEEE Centennial Medal. 
Nel 1979, fu istituito in suo onore lo IEEE Donald G. Fink Prize Paper Award, che è annualmente conferito a "the most outstanding survey, review, or tutorial paper published in the IEEE Transactions, Journals, Magazines, or in the Proceedings of the IEEE between 1 January and 31 December of the preceding year".

## Opere
Fink scrisse o fu coautore dei seguenti libri:
- The Prediction of Amplitude of Oscillation in Vacuum Tube Oscillating Circuits. Senior thesis, MIT, 1933.
- Neon Signs: Manufacture, Installation, Maintenance (with Samuel C. Miller). McGraw Hill, 1935.
- Engineering Electronics. McGraw Hill, 1938.
- Principles of Television Engineering. McGraw Hill, 1940.
- Microwave Radar. Radiation Laboratory, 1942.
- Radar Engineering. McGraw Hill, 1947. Spanish edition, Nigar, 1949.
- Théorie et applications des tubes électroniques (in French). Dunod, 1948.
- Television Engineering. McGraw Hill, 1952. Japanese edition, Kindai Kagakusha, 1954.
- Color Television: Simplified Theory and Service Techniques. Philco, 1954.
- Television Engineering Handbook. McGraw Hill, 1957.
- The Physics of Television (with David M. Luytens). Anchor, 1960. Tradotto in Afrikaans, Cinese, Danese, Finlandese, Francese, Tedesco, Italiano, Polacco, Spagnolo e Svedese.
- Computers and the Human Mind: An Introduction to Artificial Intelligence. Heinemann Educational, 1968.
- Standard Handbook for Electrical Engineers, 10th ed. (with John M. Carroll). McGraw Hill, 1968. Le edizioni dalla XI alla XV rimossero il nome di Carroll e aggiunsero il nome di H. Wayne Beaty.
- Electronics Engineers' Handbook (with Alexander A. McKenzie). McGraw Hill, 1975. L'edizione del 1989 rimosse il nome di McKenzie e aggiunse quello di Donald Christiansen.
- Engineers and Electrons: A Century of Electrical Progress (with John D. Ryder). IEEE Press, 1983.
- HDTV: Advanced Television for the 1990s (with K. Blair Benson). McGraw Hill, 1991.